# إيفرت بيك
إيفرت بيك (بالإنجليزية: Everett Peck)‏ هو فنان قصص مصورة أمريكي، ولد في 9 أكتوبر 1950 في أوسيانسيدي في الولايات المتحدة.

## وصلات خارجية
- إيفرت بيك على موقع IMDb (الإنجليزية)
- إيفرت بيك على موقع قاعدة بيانات الفيلم (الإنجليزية)